# Mathieu Jaminet
Pour les articles homonymes, voir Jaminet.
Mathieu Jaminet, né le 24 octobre 1994 à Hayange, est un pilote automobile français. Il a remporté les championnats Peugeot RCZ Racing Cup 2012, Porsche Carrera Cup France 2016 et ADAC GT Masters 2018.

## Carrière
En 2016, Mathieu Jaminet, après une saison pleinement réussie en Porsche Carrera Cup France avec l’équipe Pro GT by Alméras, réalisant les douze pole positions de la saison et remportant les douze courses, complétée d'une belle saison en Supercup, est promu « Jeune Professionnel » par Porsche Motorsport.
En 2018, Mathieu Jaminet intègre l'écurie américaine Wright Motorsports afin de participer aux 24 Heures de Daytona. L’expérience sera ensuite renouvelée aux 12 Heures de Sebring. Après cette parenthèse américaine, il se concentre sur le championnat ADAC GT Masters qu'il remporte au sein de l'écurie Precote Herberth Motorsport avec comme copilote Robert Renauer. Pour finir l'année, il reprend la direction des États-Unis afin de participer au Petit Le Mans avec le Porsche GT Team.

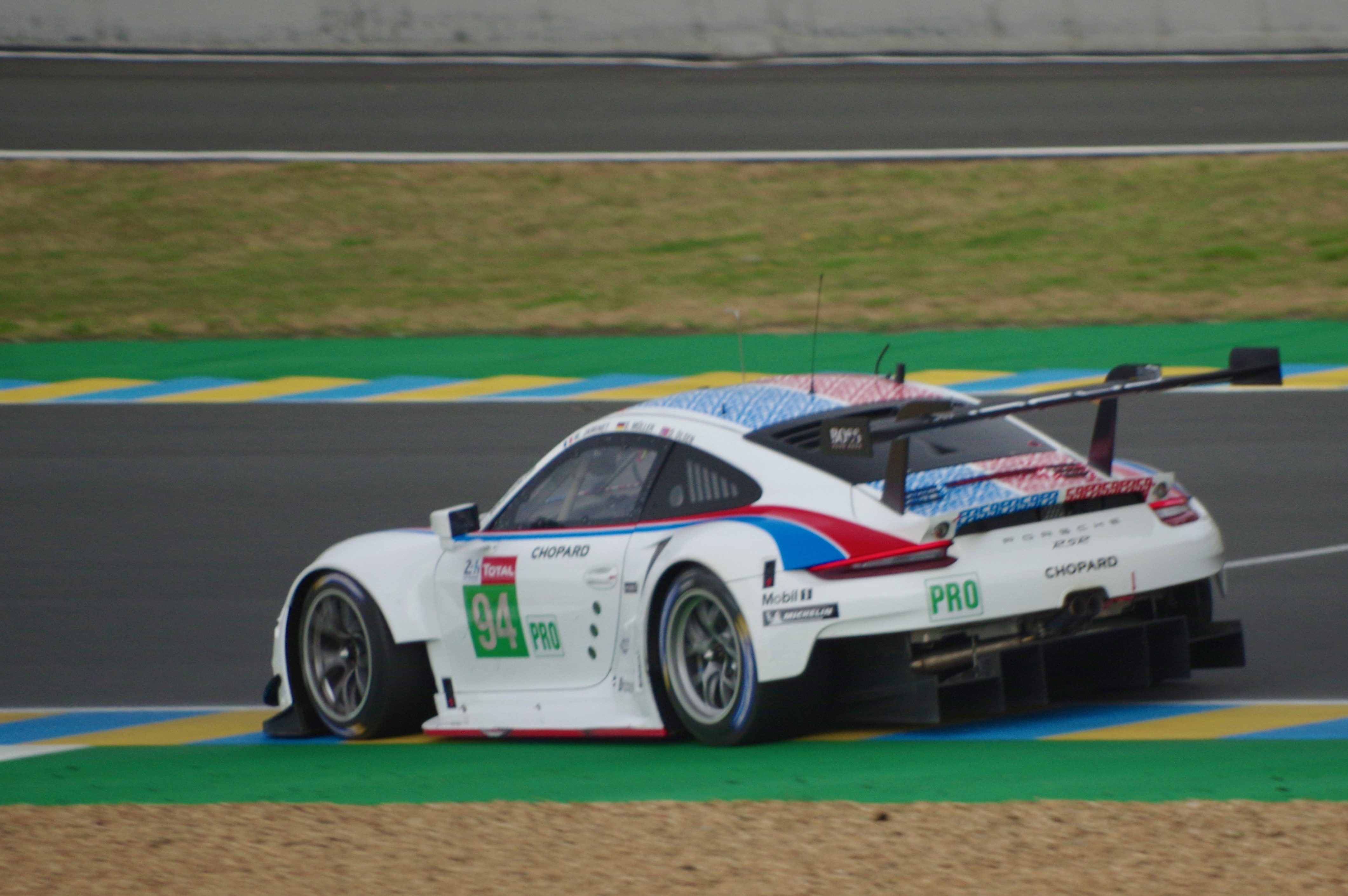
La Porsche 911 RSR-19 n°94 pilotée par Mathieu Jaminet lors des 24 Heures du Mans 2019.

Pour 2019, Mathieu Jaminet fait toujours partie des pilotes officiel Porsche. Il poursuit ainsi son engagement en United SportsCar Championship avec le Porsche GT Team et participe aux courses longues du championnat avec comme coéquipiers Earl Bamber et Laurens Vanthoor. En plus de son programme américain, il participe également aux 24 Heures du Mans avec comme coéquipiers Sven Müller et Dennis Olsen.
En 2020, il est promu pilote officiel Porsche et de ce fait est retenu afin de participer au programme du constructeur. C'est ainsi qu'il est désigné afin de participer aux épreuves d'endurance du championnat WeatherTech SportsCar Championship telles que les 24 Heures de Daytona et le Petit Le Mans,. De plus, il est sélectionné par Porsche afin de participer pour la seconde année consécutive aux 24 Heures du Mans. Cependant, en raison de la pandémie Covid-19, Porsche décide de retirer les 2 Porsche 911 RSR-19 venant du championnat américain WeatherTech SportsCar Championship, dont la voiture de Mathieu Jaminet. En dehors des programmes officiels Porsche, mais toujours avec le soutien de la marque, il avait participe aussi aux 12 Heures de Bathurst avec l'écurie chinoise Absolute Racing au volant d'une Porsche 911 GT3 R,. En Europe, c'est avec le GPX Racing que Mathieu Jaminet participe à des manches du championnat GT World Challenge Europe. À la suite des 24 Heures du Mans, trois cas de Covid-19 ont été détectés dans le personnel de l'équipe ayant participé à l'épreuve. De ce fait Porsche prend la décision de retirer les pilotes ayant participé aux 24 Heures du Mans de la liste des pilotes engagés aux 24 Heures du Nürburgring. C'est ainsi que Mathieu Jaminet intègre l'écurie Frikadelli Racing Team afin de participer à cette course d'endurance allemande.
En 2021, Porsche maintient Mathieu Jaminet au sein de son équipe de pilotes officiels. Sans programme officiel dans le championnat WeatherTech SportsCar Championship, Porsche apporte néanmoins son soutien à l'écurie américaine WeatherTech Racing et Mathieu Jaminet participe ainsi a certaines épreuves du championnat et gagne dans la catégorie GTLM deux prestigieuses courses telles que les 12 Heures de Sebring et le Petit Le Mans. En marge de son programme sportif au volant de voitures de Grand tourisme, Mathieu Jaminet s'engage auprès de l'écurie RWR-Eurasia afin de participer aux 24 Heures de Daytona avec une voiture Sport-prototype de catégorie LMP2, une Ligier JS P217. Malheureusement, ayant contracté la Covid-19, il ne peut participer à l'épreuve.

## Palmarès

### Résultats aux24 Heures du Mans
| Année | Équipe          | Coéquipiers              | Voiture         | Classe    | Tours | Pos. | Class Pos. |
| ----- | --------------- | ------------------------ | --------------- | --------- | ----- | ---- | ---------- |
| 2019  | Porsche GT Team | Sven Müller Dennis Olsen | Porsche 911 RSR | LMGTE Pro | 339   | 27e  | 7e         |

### Résultats aux24 Heures de Daytona
| Année | Équipe             | Coéquipiers                                        | Voiture           | Classe  | Tours | Pos. | Class Pos. |
| ----- | ------------------ | -------------------------------------------------- | ----------------- | ------- | ----- | ---- | ---------- |
| 2018  | Wright Motorsports | Patrick Long Christina Nielsen Robert Renauer (de) | Porsche 911 GT3 R | GTD     | 686   | 41e  | 19e        |
| 2019  | Porsche GT Team    | Earl Bamber Laurens Vanthoor                       | Porsche 911 RSR   | GTLM    | 570   | 12e  | 3e         |
| 2020  | Porsche GT Team    | Earl Bamber Laurens Vanthoor                       | Porsche 911 RSR   | GTLM    | 786   | 14e  | 2e         |
| 2022  | Pfaff Motorsports  | Matt Campbell Felipe Nasr                          | Porsche 911 GT3 R | GTD Pro | 771   | 19e  | 1re        |

### Résultats enWeatherTech SportsCar Championship
| Année | Écurie                    | Châssis           | Moteur                        | Classe | 1      | 2     | 3     | 4        | 5     | 6     | 7     | 8     | 9      | 10    | 11    | 12    | Position | Points |
| ----- | ------------------------- | ----------------- | ----------------------------- | ------ | ------ | ----- | ----- | -------- | ----- | ----- | ----- | ----- | ------ | ----- | ----- | ----- | -------- | ------ |
| 2018  | Wright Motorsports        | Porsche 911 GT3 R | Porsche 4,0 l Flat-6 Atmo     | GTD    | DAY 19 | SEB 6 | LBH   | MOH      | WGL   | MOS   | LIM   | ELK   |        |       |       |       |          |        |
| 2018  | Porsche GT Team           | Porsche 911 RSR   | Porsche 4,0 l Flat-6 Atmo     | GTLM   |        |       |       |          |       |       |       |       | VIR    | LGA   | ATL 6 |       |          |        |
| 2019  | Porsche GT Team           | Porsche 911 RSR   | Porsche 4,0 l Flat-6 Atmo     | GTLM   | DAY 3  | SEB 5 | LBH   | MOH      | WGL   | MOS   | LIM   | ELK   | VIR    | LGA   | ATL 5 |       | 19e      | 82     |
| 2020  | Porsche GT Team           | Porsche 911 RSR   | Porsche 4,0 l Flat-6 Atmo     | GTLM   | DAY 2  | DAY   | SEB   | ELK      | VIR   | ATL   | MOH   | CLT   | ATL 5  | LGA   | SEB   |       | 13e      | 58     |
| 2021  | WeatherTech Racing        | Porsche 911 RSR   | Porsche 4,0 l Flat-6 Atmo     | GTLM   | DAY    | DAY   | SEB 1 | BEL      | WGL 5 | WGL   | LIM 3 | ELK   | LGA    | LBH 3 | VIR   | ATL 1 | 5e       | 1706   |
| 2021  | WeatherTech Racing        | Porsche 911 RSR   | Porsche 4,0 l Flat-6 Atmo     | GTLM   | Q      | R     | SEB 1 | BEL      | WGL 5 | WGL   | LIM 3 | ELK   | LGA    | LBH 3 | VIR   | ATL 1 | 5e       | 1706   |
| 2022  | Pfaff Motorsports         | Porsche 911 GT3 R | Porsche 4,0 l Flat-6 Atmo     | GTD    | DAY    | DAY   | SEB 5 | LBA Abd. | LGA 1 | WGL   | MOS 1 | LIM 1 | ELK 2  | VIR 1 | ATL 3 |       | 1re      | 3497   |
| 2022  | Pfaff Motorsports         | Porsche 911 GT3 R | Porsche 4,0 l Flat-6 Atmo     | GTD    | Q 2    | R 1   | SEB 5 | LBA Abd. | LGA 1 | WGL   | MOS 1 | LIM 1 | ELK 2  | VIR 1 | ATL 3 |       | 1re      | 3497   |
| 2024  | Porsche Penske Motorsport | Porsche 963       | Porsche 9RD 4,6 l V8 Bi-Turbo | GTP    | DAY    | DAY   | SEB 9 | LBA 4    | LGA 1 | DET 2 | WGL 3 | ELK 1 | IMS 10 | ATL   |       |       | 2e*      | 2526*  |
| 2024  | Porsche Penske Motorsport | Porsche 963       | Porsche 9RD 4,6 l V8 Bi-Turbo | GTP    | Q 7    | R 4   | SEB 9 | LBA 4    | LGA 1 | DET 2 | WGL 3 | ELK 1 | IMS 10 | ATL   |       |       | 2e*      | 2526*  |

N.B. * Saison en cours. Les courses en " gras  'indiquent une pole position, les courses en "italique" indiquent le meilleur tour de course.